# Inktomi
Inktomi är en nedslagskrater på Saturnus månen Rhea som är 47,2 kilometer i diameter.
Kratern är uppkallad efter Iktomi i siouxindianernas mytologi.